# Herma Sandtner
Herma Elisabeth Sandtner, amtlich Hermine Elisabeth Sandtner, (* 4. Januar 1926 in Österreich; † 23. August 2016 in Wien), in der Filmografie sowohl Herma Sandtner wie Hermi Sandtner, war  eine österreichische Filmeditorin.

## Leben und Wirken
Sie kam nach Ende des Zweiten Weltkriegs zum Film und ließ sich zur Schnittmeisterin ausbilden. Bei Luis Trenkers Drama Im Banne des Monte Miracolo war sie 1948 erstmals alleine für den Filmschnitt verantwortlich. In der Folgezeit fertigte sie mit dem Kameramann Rudolf Sandtner, ihrem Bruder, als Editorin die Endfassung von einer Reihe populärer Sascha-Film-Unterhaltungsproduktionen ihres Landes an, die von so arrivierten Regie-Veteranen wie Karl Hartl, Eduard von Borsody, Erich Engel, Rudolf Jugert, Géza von Bolváry, Josef von Báky und Gustav Ucicky inszeniert wurden. Auch für Willi Forsts letzte drei Inszenierungen wurde sie verpflichtet. 1962 beendete Herma Sandtner ihre Tätigkeit beim Film.
Nach Eheschließung mit Franz Sedivy trug sie offiziell den Familiennamen Sedivy.
In der Folge wirkte sie als Professorin für Filmschnitt an der Universität für Musik und darstellende Kunst Wien.
Nach ihrem Tode wurde sie als Hermine Elisabeth Sedivy im Friedhof Mauer in Wien bestattet.

## Filmografie (Auswahl)
- 1943/48: Im Banne des Monte Miracolo
- 1949: Vagabunden
- 1950: Prämien auf den Tod
- 1951: Der schweigende Mund
- 1953: Tingeltangel (Praterherzen)
- 1953: Fiakermilli – Liebling von Wien (Die Fiakermilli)
- 1953: Hab’ ich nur Deine Liebe
- 1953: Drei, von denen man spricht (Glück muß man haben)
- 1954: Und der Himmel lacht dazu (Bruder Martin)
- 1954: Der erste Kuß
- 1955: Ihr erstes Rendezvous
- 1955: Du bist die Richtige
- 1955: Dunja
- 1955: Kronprinz Rudolfs letzte Liebe
- 1956: Wenn Poldi ins Manöver zieht (Manöverzwilling)
- 1956: Lügen haben hübsche Beine
- 1956: Kaiserjäger
- 1957: Die unentschuldigte Stunde
- 1957: Wien, du Stadt meiner Träume
- 1957: Die Heilige und ihr Narr
- 1958: Hoch klingt der Radetzkymarsch
- 1958: Der Priester und das Mädchen
- 1959: Zwölf Mädchen und ein Mann
- 1959: Gitarren klingen leise durch die Nacht
- 1960; Meine Nichte tut das nicht
- 1960: Mit Himbeergeist geht alles besser
- 1961: Saison in Salzburg
- 1962: Waldrausch